# چغک‌چینی کوهی
چغک‌چینی کوهی (نام علمی: Alcippe peracensis) نام یک گونه از سرده چغک‌چینی است.